# Ilyennek születtem
Az Ilyennek születtem a Glee – Sztárok leszünk! című amerikai filmsorozat 2. évadának 18. része, összességében pedig a sorozat 40. epizódja. 
Az Egyesült Államokban a Fox csatorna 2011. április 26-án mutatta be, míg Magyarországon az RTL Klub 2014. július 16-án tűzte műsorára. 
Az epizódot Brad Falchuk írta, míg Alfonso Gomez-Rejon rendezte, és a Lady Gaga című rész után ez a sorozat történetében a második Gaga előtt tisztelgő epizód. A rész története főként a homoszexualitás témája köré összpontosul. Kurt-nek (Chris Colfer) sikerül megállapodnia az őt régóta zaklató Dave Karofsky-val, (Max Adler) hogy fogadja el szexualitását, míg Santana (Naya Rivera) a szalagavató bálkirálynője akar lenni annak reményében, hogy sikerül elhódítania szerelmét, Britanny-t (Heather Morris) Artie-tól (Kevin McHale).
Az Ilyennek születtem nagyrészt pozitív kritikai fogadtatásban részesült, és sokan úgy vélték, hogy ez volt az évad egyik legjobb része. Ennek ellenére több konzervatív kritikus keményen kritizálta az epizódot a homoszexualitás ábrázolásmódjáért. Lady Gaga Twitter-én keresztül fejezte ki megbecsülését az epizód iránt. „Nagyon tetszett a Glee Ilyennek születtem című epizódja. Csodálom a műsort a bátorságáért, és hogy efféle modern szociális üzenetekért küzd. Soha ne hátráljatok meg,” írta.
A részben összesen hét dal került feldolgozásra, amely közül Lady Gaga Born This Way című dalának feldolgozása kapta a legtöbb figyelmet. Ezen kívül a szereplők feldolgozták Keane Somewhere Only We Know című számát, és az 1968-as Golden Rainbow című Broadway musicalből ismert I've Gotta Be Me című dalt is. A feldolgozott számok és az előadások szintén túlnyomó többségben pozitív kritikákat kaptak, és sokan úgy vélték, hogy az elmúlt részek közül ebben a részben volt az egyik a legjobb zenei válogatás. A Barbra Streisand-on kívül mindegyik feldolgozás megjelent digitális kislemezként.
Eredeti vetítésekor az epizód 8,62 millió amerikai tévénézőt vonzott, és 3,4/11-es Nielsen ratinget produkált a 18-49 közötti korosztályban, amely a legalacsonyabb nézőszám és rating volt az évad során. Az epizód ratingje jelentős csökkenést produkált a Mellőzöttek éjszakája című előző részhez képest, amely addig a legalacsonyabb ratinget érte el.

## Fordítás
- Ez a szócikk részben vagy egészben  a   Born This Way (Glee) című angol Wikipédia-szócikk fordításán alapul.  Az eredeti cikk szerkesztőit annak laptörténete sorolja fel. Ez a jelzés csupán a megfogalmazás eredetét és a szerzői jogokat jelzi, nem szolgál a cikkben szereplő információk forrásmegjelöléseként.